# カンデー・ラーオ・ダーバーデー
カンデー・ラーオ・ダーバーデー（マラーティー語：खंडेराव दाभाडे, Khande Rao Dabhade, 1665年頃 - 1729年9月27日）は、インドのデカン地方、マラーター王国の軍総司令官（セーナーパティ）。

## 歴史
1665年頃、イェーサージー・ダーバーデーの息子として生まれた。父はマラーターの指導者でマラーター王国の創始者シヴァージーに仕えていた。
1705年以降、カンデー・ラーオはサルダールとして、マラーター軍を連れてグジャラートへ遠征した。この際、グジャラートに勢力基盤を持った。1716年に王都サーターラーへと戻った。
1717年11月11日、カンデー・ラーオはマラーター王シャーフーにより、軍総司令官に任命された。
1720年から1721年にかけて、カンデー・ラーオはインドゥリーに城を建築した。
1729年9月27日、カンデー・ラーオは死亡した。その後、1730年1月8日に息子であるトリンバク・ラーオ・ダーバーデーがシャーフーの命によりその地位を継承した。
だが、トリンバク・ラーオは父が勢力を築いたグジャラートを利用し、ニザーム王国と組んで王国に反旗を翻したため、1731年4月1日に宰相バージー・ラーオによってグジャラートのダバイーで掃滅された（ダバイーの戦い）。